# Фудбалски савез Бугарске
Фудбалски савез Бугарске (буг. Български футболен съюз, скраћено БФС) је главна фудбалска организација Бугарске. Организује фудбалску лигу и државну репрезентацију Бугарске. 
Седиште организације налази се у Софији и однована је 1923. године као фудбалски огранак Бугарске националне спортске федерације која је постојала до револуције 1944. године. До 1948. главна фудбалска организација звала се Централни фудбалски кимитет. Затим између 1948. и 1962. носила је назив Републичка секција за фудбал, Бугарска фудбалска асоцијација између 1962. и 1985. године. Дана 27. јуна 1985. организација је добила назив који и данас носи, Фудбалски савез Бугарске.